# Верхньоландеховський район
Верхньоландеховський район (рос. Верхнеландеховский район) — муніципальний район у складі Івановської області Російської Федерації.
Адміністративний центр — смт Верхній Ландех.

## Історія
Район утворений 10 червня 1929 року.

## Населення
| 1959   | 1979  | 1989  | 2002  | 2009  | 2010  | 2011  |
| ------ | ----- | ----- | ----- | ----- | ----- | ----- |
| 11 850 | ↘7452 | ↘6958 | ↘5631 | ↘5010 | ↗5348 | ↘5328 |
| 2012   | 2013  | 2014  | 2015  | 2016  | 2017  | 2018  |
| ↘5215  | ↘5155 | ↘5042 | ↘4918 | ↘4761 | ↘4590 | ↘4422 |
| 2019   | 2020  | 2021  |       |       |       |       |
| ↘4339  | ↘4236 | ↘4162 |       |       |       |       |